# Epipedocera spinicornis
Epipedocera spinicornis là một loài bọ cánh cứng trong họ Cerambycidae.